# Kaszubski Batalion Obrony Narodowej

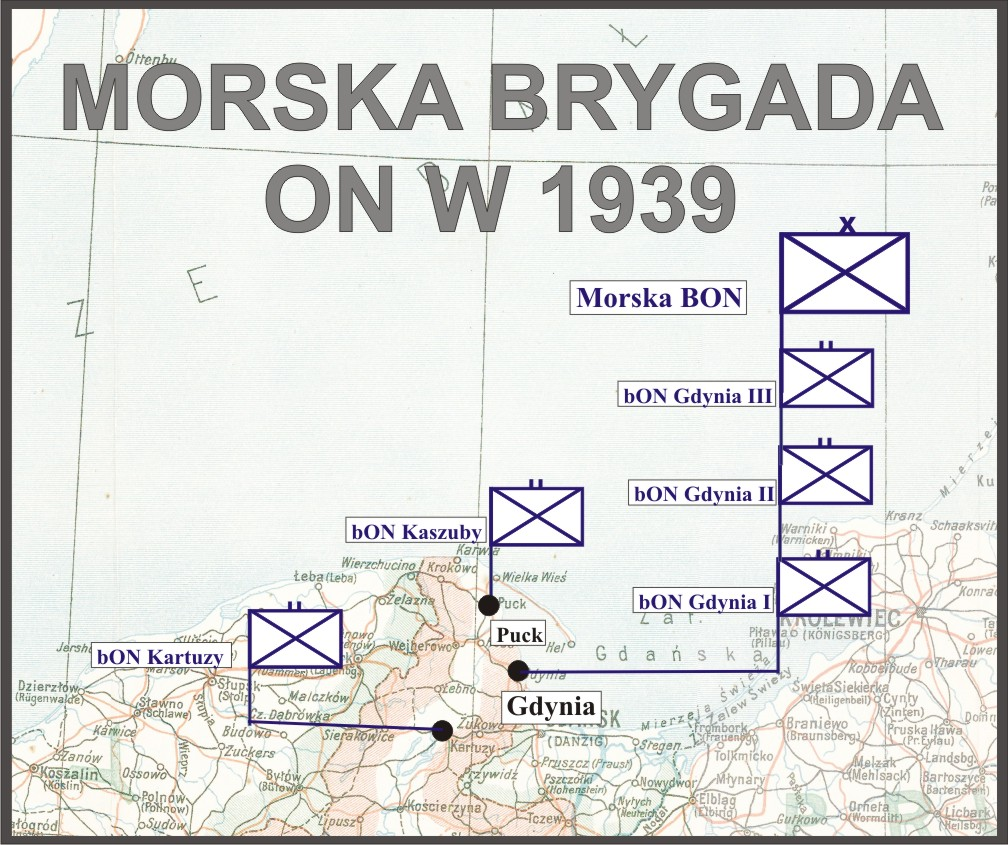
Morska Brygada ON

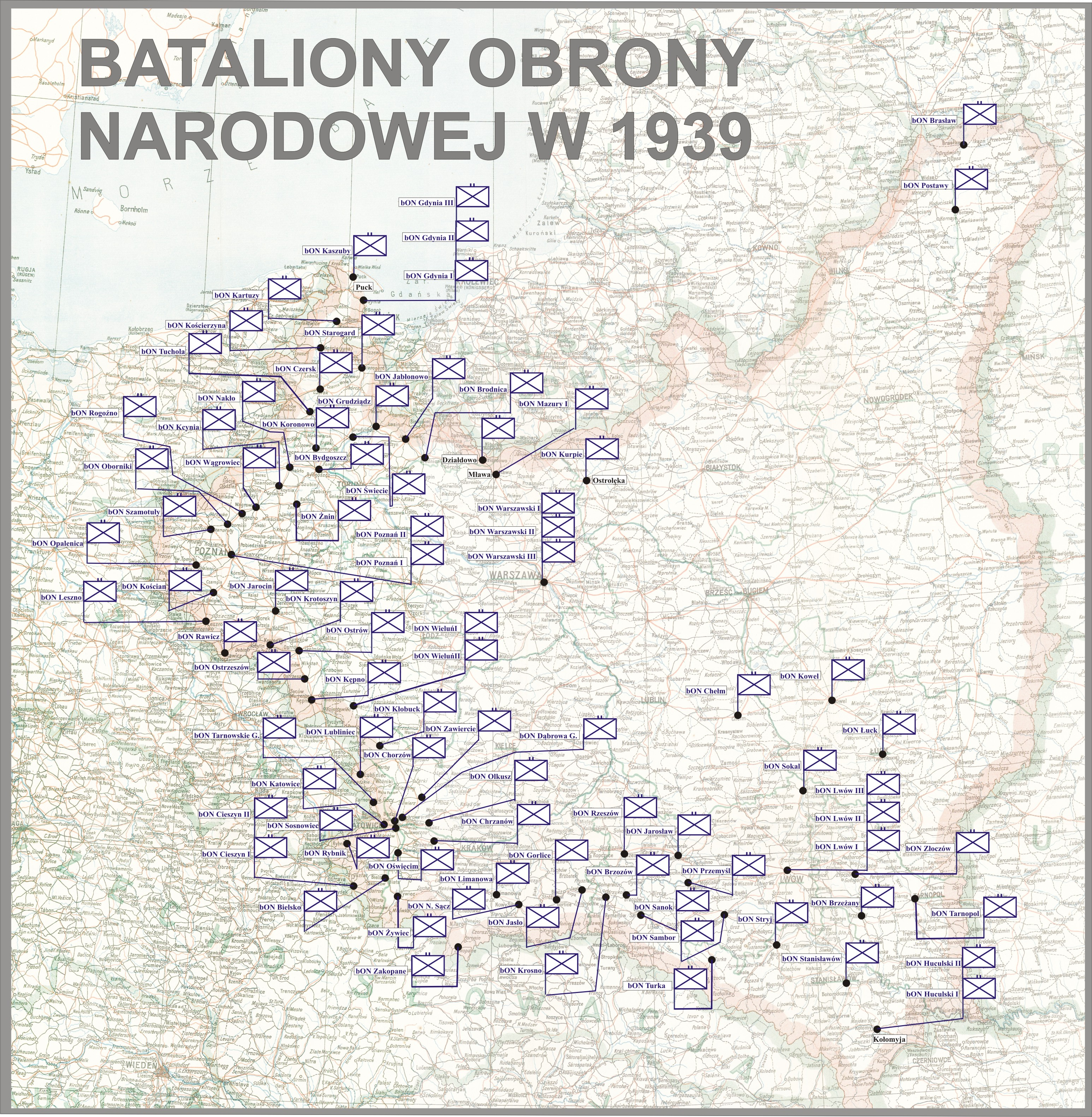
Obrona Narodowa w 1939

Kaszubski Batalion Obrony Narodowej (batalion ON „Kaszuby”) – pododdział piechoty Wojska Polskiego II RP.

## Historia batalionu
Kaszubski Batalion Obrony Narodowej został sformowany jesienią 1937 roku, w Pucku, Starzynie i Wejherowie, w składzie Morskiej Brygady ON. Wiosną 1939 roku przeformowany został na etat batalionu ON typ IV.
Jednostką administracyjną dla Kaszubskiego batalionu ON był 1 Morski batalion strzelców.
W kampanii wrześniowej jednostka walczyła w obronie Wybrzeża.

## Organizacja i obsada personalna
Organizacja i obsada personalna Kaszubskiego batalionu ON w 1939 roku
- dowódca batalionu i komendant 202 Obwodu PW – kpt. adm. (piech.) Adam Stefan Pasiewicz[5] (do 31 VIII 1939)
- dowódca batalionu – mjr Jan Zagłoba-Smoleński (31 VIII – † 18 IX 1939)
- adiutant batalionu ppor rez. Konrad Płonka
- oficer gospodarczy ppor rez. Zbigniew Jadelski
- oficer żywnościowy ppor. rez Stanisław Rożkowski
- oficer taborowy ppor. rez Edmund Wołowski
- lekarz batalionu sierż. pchor rez lek Hryniewiecki

- dowódca 1 kompanii ON „Puck” i komendant powiatowy PW Morskiego – kpt. adm. (piech.) Tadeusz Romuald Florkowski
- dowódca 2 kompanii ON „Starzyno” – kpt. Tadeusz Janiga (do 8 IX 1939)
- dowódca 3 kompanii ON „Wejherowo” – por. mar. Jan Sobieraj (do 31 VIII 1939)
- dowódca 4 kompanii ON „Wejherowo” – por. rez. piech. Jan Handzlik (31 VIII – 8 IX 1939 ciężko ranny pod Warszkowem)
- dowódcy plutonów
- ppor. rez Jan Karaś[b]
- ppor. rez. Witold Mocek[c] († 12.09.1939 pod Rumią)
- ppor. rez Franciszek Szczepaniak
- ppor. mar Zbigniew Krzanecki († 12.09.1939, Rumia)
- ppor. rez Alfons Bączkowski
- ppor. rez Józef Świedziński († 12.09.1939, Rumia)
- ppor. rez Sikorski